# 베타 서비스
베타 서비스(영어: Beta Service)란 주로 인터넷을 기반으로 운영되는 프로그램이나 게임의 정식 버전이 출시되기 전, 프로그램 상의 오류를 점검하고 사용자들에게 피드백을 받기 위하여 정식 서비스 전 공개하는 미리보기 형식의 서비스를 말한다. 비슷한 말로 오픈베타(open beta) 또는 클로즈베타(closed beta)가 있는데, 오픈베타(open beta)는 베타 서비스를 누구나 테스트 할 수 있도록 되어있고 클로즈베타는 베타 테스터들에게만 공개되어 있다.